# Blue Rose
Blue Rose ist ein deutsches Plattenlabel aus Untergruppenbach, das sich auf Alternative Country und Roots Rock spezialisiert hat. Das Label wurde 1995 von Torsten Hartmann und Edgar Heckmann in Abstatt als Tochterfirma von Massacre Records gegründet. 2017 übernahm die Vertriebsfirma Soulfood die beiden Label.
Blue Rose vertritt vorrangig US-amerikanische Musiker in Deutschland und/oder Europa. Bis Anfang 2012 kamen viele CDs in Verbindung mit dem Label New West Records aus Austin, Texas auf den Markt. Unter anderem vertreibt Blue Rose die Serie Austin City Limits auf CD und DVD.
Eines der ersten veröffentlichten Alben nach der Gründung 1995 war das selbstbetitelte Debütalbum der Continental Drifters.
Im Jahr 2004 erschien beim Label ein Tributealbum zu Ehren von Steve Wynn, die den Titel From a Man of Mysteries: A Steve Wynn Tribute trug. Mit dem Einstieg des Albums The Sermon On Exposition Boulevard von Rickie Lee Jones auf Platz 70 konnte im April 2007 der erste Charterfolg des Labels gefeiert werden.
Einziger deutscher Künstler, der beim Label unter Vertrag steht, ist Markus Rill. Mit Hank Shizzoe veröffentlicht auch  ein Schweizer über Blue Rose.

## Künstler (Auswahl in alphabetischer Reihenfolge)
- Big In Iowa
- Bottle Rockets
- The Brandos
- Buffalo Tom
- Chris Cacavas
- Vic Chesnutt
- Continental Drifters
- Danny & Dusty
- Dashboard Saviors
- Julian Dawson
- The dB’s
- Drive-By Truckers
- Fred Eaglesmith
- Steve Earle
- Mark Eitzel
- Electric Family
- Alejandro Escovedo
- Jay Farrar
- Ghosthouse
- Tom Gillam
- Green on Red
- Terry Lee Hale
- John Hiatt
- Peter Holsapple (ex-The dB’s)
- Jason and the Scorchers
- Rich Hopkins & Luminarios
- Rickie Lee Jones
- David Knopfler
- Kris Kristofferson
- Iain Matthews
- Elliott Murphy
- Nitty Gritty Dirt Band
- Joseph Parsons
- Plainsong
- Chuck Prophet (Green On Red Gitarrist)
- Red Star Belgrade
- The Band of Heathens
- The Resentments
- The Saints
- Sand Rubies
- The Schramms
- Hank Shizzoe
- The Silos
- Kirk Swan (Dumptruck Gitarrist)
- Todd Thibaud
- Russ Tolman
- George Usher
- Waco Brothers
- Steve Wynn
- Dwight Yoakam